# 歴史学研究会
歴史学研究会（れきしがくけんきゅうかい、英: The Historical Science Society of Japan、略称: 歴研）は、日本の歴史研究の民間学術団体。日本歴史学協会加盟学会。1931年に結成された庚午会を起源とする。

## 概要
東京帝国大学文学部史学科出身の若手有志によって1931年に結成された「庚午会」を前身とする。「歴史の大衆化」、「歴史の科学的研究」の発展を目的として、翌1932年に設立された。主たる事業として月刊雑誌『歴史学研究』（1933年創刊）の編集が挙げられる。戦後の歴史学研究会はマルクス主義を中心におく歴史学であった。
2021年、日本軍の慰安婦の契約構造を経済学の視点から分析したJ・マーク・ラムザイヤー教授の論文に関し、歴史的正義にもとづき対抗するとして、論文の撤回を求め、市民団体などと緊急声明を出した。（詳細は、「J・マーク・ラムザイヤー#J・マーク・ラムザイヤーに対するキャンセル運動（2021年）」参照。）

## 会綱領
- 第一　われわれは、科学的真理以外のどのような権威をも認めないで、つねに、学問の完全な独立と研究の自由とを主張する。
- 第二　われわれは、歴史学の自由と発展とが、歴史学と人民との、正しいむすびつきのうちのみにあることを主張する。
- 第三　われわれは、国家的な、民族的な、そのほかすべての古い偏見をうち破り、民主主義的な、世界史的な立場を主張する。
- 第四　われわれは、これまでの学問上の成果を正しくうけつぎ、これをいっそう発展させ、科学的な歴史学の伝統をきずきあげようとする。
- 第五　われわれは、国の内外を問わず、すべての進歩的な学徒や団体と力を合わせ、祖国と人民との文化を高めようとする。

## 役員

### 歴代委員長
- 1959年 - 1962年：江口朴郎（西洋史、マルクス主義史学、東京大学名誉教授）
- 1963年 - 1965年：遠山茂樹（日本史、岩波新書『昭和史』著者、横浜市立大学名誉教授）
- 1965年 - 1969年：太田秀通（西洋史、東京都立大学・東京国際大学教授）
- 1969年 - 1970年：藤原彰（日本近代史、岩波新書『昭和史』著者、南京事件研究者、一橋大学名誉教授）
- 1970年 - 1973年：永原慶二（日本中世史、経済史、一橋大学名誉教授）
- 1973年 - 1976年：稲垣泰彦（日本中世史、東京大学史料編纂所長）
- 1976年 - 1979年：野沢豊（中国史、東京都立大学教授）
- 1979年 - 1982年：斉藤孝（国際政治史、学習院大学名誉教授）
- 1982年 - 1986年：荒井信一（西洋史、国際関係史、日本の戦争責任資料センター共同代表、駿河台大学名誉教授）
- 1986年 - 1989年：中村平治（インド史、東京外国語大学名誉教授）
- 1989年 - 1993年：西川正雄（西洋史、東京大学名誉教授）
- 1993年 - 1996年：中村政則（日本近現代史、一橋大学名誉教授、「最後の講座派」）
- 1996年 - 1999年：峰岸純夫（日本中世史、東京都立大学名誉教授）
- 1999年 - 2002年：小谷汪之（インド史、東京都立大学教授）
- 2002年 - 2004年：増谷英樹（ドイツ・オーストリア・ユダヤ史、東京外国語大学名誉教授）
- 2004年 - 2007年：木畑洋一（イギリス近現代史、国際関係史、東京大学・成蹊大学教授）
- 2007年 - 2010年：藤田覚（日本近世史、東京大学名誉教授）
- 2010年 - 2013年：池享（日本中世史、一橋大学名誉教授）
- 2013年 - 2016年：久保亨（東洋史、中国近現代史、信州大学特任教授）
- 2016年 - 2019年：小澤弘明（ハプスブルク帝国史、近代ドイツ・オーストリア史、千葉大学教授）
- 2019年 - 2022年：若尾政希（日本近世史・思想史、一橋大学教授）
- 2022年 -：加藤陽子（日本近現代史、東京大学教授）

### 歴代編集長
- 1959年 - 1960年：石母田正（古代中世史、法政大学教授、唯物史観）
- 1960年 - 1961年：永原慶二（上記参照）
- 1961年 - 1962年：遠山茂樹（上記参照）
- 1962年 - 1963年：大石慎三郎（日本近世史、学習院大学名誉教授、享保の改革の研究者）
- 1963年 - 1965年：佐伯有一（東洋経済史、中国近現代史、東京大学名誉教授）
- 1965年 - 1967年：佐々木潤之介（日本近世史、一橋大学名誉教授）
- 1967年 - 1968年：荒井信一（上記参照）
- 1968年 - 1969年：藤原彰（上記参照）
- 1969年 - 1971年：土井正興（ローマ史、専修大学教授）
- 1971年 - 1972年：板垣雄三（イスラム学、東京大学名誉教授、東京経済大学名誉教授、文化功労者）
- 1972年 - 1974年：西川正雄（上記参照）
- 1974年 - 1976年：金原左門（社会学、日本近代政治史、文化史、中央大学名誉教授）
- 1976年 - 1977年：富永幸生（ドイツ現代史、独ソ関係史、青山学院大学教授）
- 1977年 - 1979年：中村平治（上記参照）
- 1979年 - 1982年：加藤幸三郎（経済史、専修大学名誉教授）
- 1982年 - 1985年：中村政則（上記参照）
- 1985年 - 1987年：小谷汪之（上記参照）
- 1987年 - 1990年：増谷英樹（上記参照）
- 1990年 - 1994年：宮地正人（日本近代史、東京大学名誉教授、国立歴史民俗博物館長、九条の会賛同者）
- 1994年 - 1997年：伊集院立（西洋史、法政大学社会学部教授）
- 1997年 - 2000年：加藤博（中東社会経済史、イスラム社会論、一橋大学名誉教授）
- 2000年 - 2003年：村井章介（日本中世史・対外関係史、東京大学名誉教授）
- 2003年 - 2006年：岸本美緒（明清社会経済史、お茶の水女子大学名誉教授）
- 2006年 - 2009年：小澤弘明（ハプスブルク帝国史、近代ドイツ・オーストリア史、千葉大学教授）
- 2009年 - 2012年：栗田禎子（中近東・アフリカ近現代史、千葉大学教授）
- 2012年 - 2015年：大門正克（日本近現代経済史、農村社会史、早稲田大学特任教授、横浜国立大学副学長・理事・教授）
- 2015年 - ：鈴木茂（ブラジル近現代史。名古屋外国語大学教授、東京外国語大学名誉教授）

### 歴代事務局長
- 1987年 - 1989年：吉田伸之（日本近世史、東京大学名誉教授）
- 1989年 - 1992年：池享（上記参照）
- 1992年 - 1995年：保立道久（日本近世史、東京大学名誉教授）
- 1995年 - 1999年：藤田覚（上記参照）
- 1998年 - 2002年：榎原雅治（日本中世史史、東京大学史料編纂所教授）
- 2002年 - 2004年：渡辺尚志（日本近世史、村落史、一橋大学教授）
- 2004年 - 2007年：山田邦明（日本中世史、愛知大学教授）
- 2007年 - 2011年：中野聡（現代アメリカ史、米比関係史。一橋大学学長）
- 2011年 - 2014年：小野将（日本近世史、東京大学史料編纂所准教授）
- 2014年 - 2017年：石居人也（社会史、一橋大学教授）
- 2017年 - ：中澤達哉（西洋史、早稲田大学教授）